# Aniello Mazza
Aniello Mazza (Torre del Greco, 21 luglio 1905 – Torre del Greco, 1980) è stato un arbitro di calcio italiano.

## Biografia

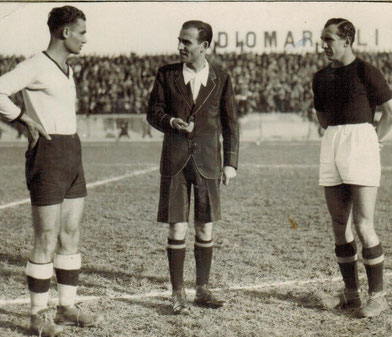
Aniello Mazza

Prese la tessera di arbitro nel 1926.
Fratello maggiore del politico e ministro Crescenzo, dal 1932 al 1943 ha diretto 71 gare di serie A. Nell'immediato dopoguerra, si adoperò per costituire a Torre del Greco una sezione AIA di cui venne nominato primo Presidente e fondatore nel 1946, a seguito dello scioglimento del CITA (Comitato Italiano Tecnico Arbitrale).
Presidente della F.I.G.C. Campania e del centro sud, Presidente della F.I.G.C. provinciale, fu tra i primi promotori del trasferimento della sede dell'A.I.A. a Roma, facendo parte negli anni cinquanta del Consiglio Centrale direttivo dell'Associazione e nel 1959, sotto la presidenza di Generoso Dattilo, venne nominato vice Presidente A.I.A.
Fu anche tra i fondatori della Turris.
Per ricordarlo, la Sezione di Torre del Greco ha istituito nel 2006 il "Premio Aniello Mazza", all'arbitro campano che si è distinto per l'attività.